# Velpke
Velpke là một đô thị của huyện Helmstedt, bang Niedersachsen, Đức. Đô thị này có diện tích 19,7 km². Đô thị này có cự ly khoảng20 km về phía bắc của Helmstedt, và 10 km về phía đông của Wolfsburg.
Velpke là thủ phủ của Samtgemeinde ("đô thị tập thể") Velpke.